# Kristaps Lībietis
Kristaps Lībietis (ur. 28 maja 1982 w Alūksne) – łotewski biathlonista.
Kristaps Lībietis brał udział w Zimowych Igrzyskach Olimpijskich 2006 oraz 2010. W sezonie 2008/2009 został sklasyfikowany w klasyfikacji generalnej Pucharu Świata, uplasował się na 104. pozycji.

## Osiągnięcia

### Zimowe igrzyska olimpijskie
| Rok  | Miejscowość | Konkurencje | Konkurencje | Konkurencje | Konkurencje | Konkurencje | Konkurencje | Konkurencje |
| Rok  | Miejscowość | IN          | SP          | PU          | MS          | RL          | MR          | SR          |
| ---- | ----------- | ----------- | ----------- | ----------- | ----------- | ----------- | ----------- | ----------- |
| 2006 | Turyn       | 68.         | 54.         | 54.         | –           | –           | nd.         | –           |
| 2010 | Vancouver   | 70.         | 64.         | –           | –           | 19.         | nd.         | –           |

### Mistrzostwa świata
| Rok  | Miejscowość | Konkurencje | Konkurencje | Konkurencje | Konkurencje | Konkurencje | Konkurencje | Konkurencje |
| Rok  | Miejscowość | IN          | SP          | PU          | MS          | RL          | MR          | SR          |
| ---- | ----------- | ----------- | ----------- | ----------- | ----------- | ----------- | ----------- | ----------- |
| 2004 | Oberhof     | 72.         | –           | –           | –           | –           | nd.         | –           |
| 2005 | Hochfilzen  | 92.         | –           | –           | –           | –           | nd.         | –           |
| 2007 | Anterselva  | 71.         | –           | –           | –           | –           | –           | –           |
| 2008 | Östersund   | 50.         | 65.         | –           | –           | –           | –           | –           |
| 2009 | Pjongczang  | 77.         | 74.         | –           | –           | 17.         | –           | –           |

### Mistrzostwa Europy
| Rok  | Miejscowość          | Konkurencje | Konkurencje | Konkurencje | Konkurencje | Konkurencje | Konkurencje | Konkurencje |
| Rok  | Miejscowość          | IN          | SP          | PU          | MS          | RL          | MR          | SR          |
| ---- | -------------------- | ----------- | ----------- | ----------- | ----------- | ----------- | ----------- | ----------- |
| 2001 | Haute Maurienne      | DNF         | 15.         | 32.         | nd.         | 8.          | nd.         | –           |
| 2002 | Kontiolahti          | 13.         | 9.          | 12.         | nd.         | 3.          | nd.         | –           |
| 2003 | Forni Avoltri        | 39.         | –           | –           | nd.         | 6.          | nd.         | –           |
| 2004 | Mińsk                | 34.         | –           | –           | nd.         | 6.          | nd.         | –           |
| 2006 | Langdorf-Arbersee    | 21.         | 25.         | 14.         | nd.         | 12.         | nd.         | –           |
| 2007 | Bansko               | 20.         | 37.         | DNS         | nd.         | –           | nd.         | –           |
| 2008 | Nové Město na Moravě | 52.         | 56.         | 47.         | nd.         | –           | nd.         | –           |